# Битва в ущелье Пилы
Битва в ущелье Пилы — сражение в ходе восстания наёмников в Карфагене.
После снятия осады с Карфагена мятежники перешли к своей прежней тактике борьбы против карфагенян: они двигались параллельно Гамилькару, вступая в мелкие стычки, но избегая равнин, где слоны и конница имели преимущество. Эта армия мятежников состояла из 50 тысяч человек под командованием Спендия и Автарита. Наконец, Гамилькару удалось загнать основные силы восставших в некое ущелье, называвшееся ущельем Пилы (из-за сходства с инструментом; др.-греч. πρίων прион, лат. serra). Единственный выход из ущелья закрыла карфагенская армия.
Мятежники оказались в блокаде. Вскоре у них закончились съестные припасы, и они съели лошадей, а затем пленных и рабов. В итоге Спендий и Автарит под давлением своих голодающих товарищей были вынуждены начать переговоры с Гамилькаром, на которые взяли ливийца Зарзаса и ещё семерых командиров. Тот потребовал выдачи десяти человек по своему усмотрению, а остальных обещал отпустить без оружия. Мятежники были вынуждены согласиться, и Гамилькар приказал арестовать десятерых парламентёров. Остальные повстанцы, увидев, что их предводители схвачены, бросились к оружию, но были окружены карфагенянами и истреблены.